# Gare de Villers-Notre-Dame
Pour les articles homonymes, voir gare de Villers.
La gare de Villers-Notre-Dame est une ancienne gare ferroviaire belge de la ligne 94, de Hal à Tournai (frontière) située à Villers-Notre-Dame, section de la ville d'Ath, en région wallonne dans la province de Hainaut.
Elle est mise en service en 1899 par les Chemins de fer de l’État belge et ferme aux voyageurs en 1984.

## Situation ferroviaire
Jusqu'à sa fermeture en 1984, la gare de Villers-Notre-Dame était établie au point kilométrique (PK) 41,7 de la ligne 94, de Hal à Froyennes (frontière) entre la gare d'Ath et la gare, fermée, de Ligne.

## Histoire
Le point d'arrêt de Villers-Notre-Dame est mis en service le 12 décembre 1899 par l'Administration des chemins de fer de l’État belge (future SNCB).
Simple point d'arrêt géré depuis la gare de Ligne, elle ferme en 1914 et ne rouvre qu'en 1920.
En 1982, la SNCB, arguant du déclin du trafic des voyageurs, décide de supprimer la plupart des gares de la ligne 94 ; Villers-Notre-Dame ferme ses portes avec l'instauration du plan IC-IR, le 3 juin 1984. Rien ne reste des quais et installations.